# Графство Нортхайм
Графството Нортхайм (на немски: Grafschaft Northeim) е било средновековно графство в югозападното подножие на планина Харц с главен град Нортхайм в северна Германия.
Графският род Нортхайми се появява за пръв път през 950 г. Неговата сила се показва с граф Ото I, който между 1061 – 1070 като Ото II е херцог на Бавария. Неговият син Хайнрих Дебели става маркграф във Фризия, чиято дъщеря, Рихенза Нортхаймска става германска императорка като съпруга на Лотар от Суплинбург.
Собствеността на Нортхаймите се намирала на горна Лайне, Вера, Везер, Димел, Нете и на долна Елба.
След смъртта на Рихенза († 1141) и нейните братовчеди фамилните владения отиват на дъщерята на Рихенза Гертруда Саксонска († 1143), съпруга на херцог Хайнрих Горди и майка на Хайнрих Лъв, и така наследени от Велфите.

## Графове на Нортхайм
- Зигфрид I, † 1004
- Бенно (Бернхард), † 1040
- Зигфрид II, † 1025
- Ото I, † 11 януари 1083, като Ото II херцог на Бавария 1061 – 1070
- Хайнрих Дебели; погребан 10 април 1101, маркграф на Фризия 1090, титулярен херцог на Бавария
- Ото II, † 1116
- Рихенза Нортхаймска, † 10 юни 1141; ∞ Лотар от Суплинбург, † 4 декември 1137, херцог на Саксония, германски крал и император (Суплинбурги)